# Vector (álbum)
Vector é o quinto álbum de estúdio da banda inglesa de metal progressivo Haken. Foi lançado em 26 de outubro de 2018 pela Inside Out Music. Foi produzido pela banda e mixado pelo ex-baixista e produtor do Periphery, Adam "Nolly" Getgood.
O primeiro single do álbum, "The Good Doctor", foi lançado em 31 de agosto de 2018 juntamente a um clipe. O segundo single, "Puzzle Box", foi lançado em 28 de setembro de 2018 para download digital, após a publicação diária de seis partes embaralhadas no espírito do tema da música (cujo título significa caixa-segredo). Um terceiro single, "A Cell Divides", foi lançado digitalmente em 19 de outubro, juntamente a outro clipe.
A arte foi criada pelos colaboradores de longa data Blacklake, e ela mostra uma mancha de tinta de um teste de Rorschach. O álbum está vagamente conectado ao álbum seguinte, Virus, lançado em 24 de julho de 2020.

## Contexto
Sobre o álbum, o vocalista Ross Jennings comentou que a banda não gosta de "fazer música simples. Sempre buscamos desafiar expectativas, e eu acredito que superamos o que projetamos alcançar com este nosso novo álbum". O guitarrista Charlie Griffiths acrescentou que o grupo sempre teve "uma influência pesada, mas era óbvio a partir dos riffs de guitarra que estavam saindo no início do processo de escrita que este seria um álbum mais heavy metal". Ele também afirmou que as músicas de Vector "são algumas das mais guiadas por riffs que já escrevemos".

## Conceito
Sobre o conceito do álbum, Charles disse que "musicalmente, parece um passo lógico depois do 'Affinity', mas as letras são um pouco mais teatrais e mais próximas de uma 'ópera rock' que o Haken jamais chegou. É sobre um médico com um interesse intrigante, talvez sinistro em um paciente em particular. A partir daí, a história entra no ponto de vista do paciente – que parece catatônico, porém sua mente fervilha do que poderiam ser memórias, ou ilusões trazidas pelo tratamento que ele está recebendo – nós deixamos isso para quem ouve decidir [...] E este é o desafio para fãs – descobrir por si mesmos e mesmas seu próprio significado para Vector enquanto disco.
Questionado sobre o conceito, o tecladista Diego Tejeida afirmou que o campo da psicologia estava envolvido, assim como influências da psicanálise, das teorias freudianas, dos experimentos de Milgram, do condicionamento pavloviano e dos experimentos de condicionamento operante.

## Recepção crítica
| Críticas profissionais | Críticas profissionais |
| Avaliações da crítica  | Avaliações da crítica  |
| Fonte                  | Avaliação              |
| ---------------------- | ---------------------- |
| AllMusic               | [ 9 ]                  |
| Sonic Perspectives     | 9.3/10                 |

Concluindo uma análise no AllMusic, Thom Jurek escreveu que "a disposição de Haken em correr riscos mantém os fãs mais velhos no grupo por perto porque aqui eles equilibraram uma direção muito mais agressiva com elementos mais matizados de cada fase de seu desenvolvimento gravado. Vector é ao mesmo tempo um novo capítulo corajoso e uma continuação lógica -- embora surpreendente -- do modus operandi sempre expansivo do Haken".
Nick Andreas do Sonic Perspectives deu ao Vector 9,3 de 10 e disse: "O único grande golpe contra o Vector, se é que realmente é um, é que temos apenas quarenta e cinco minutos de música. Mas isso é ok por mim, já que a banda pareceu preferir qualidade em vez de quantidade para entregar um álbum brilhante que pode ser o seu melhor até agora. Ele mostra alguns novos estilos frescos e vê a instrumentação novamente encontrando novos sons e abordagens rítmicas, tudo, é claro, centrado em torno da composição sempre sólida do grupo."

## Lista de faixas
| Faixas de Vector |                                            |                               |  |
| N.º              | Título                                     | Duração                       |  |
| 1.               | "Clear" (Limpar (instrumental))            | 1:50                          |  |
| 2.               | "The Good Doctor" (O Bom Médico)           | 3:55                          |  |
| 3.               | "Puzzle Box" (Caixa-segredo)               | 7:42                          |  |
| 4.               | "Veil" (Manto)                             | 12:35                         |  |
| 5.               | "Nil by Mouth" (Nil per os (instrumental)) | 6:51                          |  |
| 6.               | "Host" (Hospedeiro)                        | 6:45                          |  |
| 7.               | "A Cell Divides" (Uma Célula Se Divide)    | 6:04 (4:57 na versão digital) |  |
| Duração total:   | Duração total:                             | 45:42                         |  |

| Faixas bônus da edição de luxo |                                                                                      |         |  |
| N.º                            | Título                                                                               | Duração |  |
| 8.                             | "The Good Doctor - Instrumental Version" (O Bom Médico - Versão Instrumental)        | 3:55    |  |
| 9.                             | "Puzzle Box - Instrumental Version" (Caixa-segredo - Versão Instrumental)            | 7:42    |  |
| 10.                            | "Veil- Instrumental Version" (Manto - Versão Instrumental)                           | 12:35   |  |
| 11.                            | "Host - Instrumental Version" (Hospedeiro - Versão Instrumental)                     | 6:45    |  |
| 12.                            | "A Cell Divides - Instrumental Version" (Uma Célula Se Divide - Versão Instrumental) | 6:04    |  |
| Duração total:                 | Duração total:                                                                       | 1:22:43 |  |

## Créditos
Conforme AllMusic:
Haken
- Ross Jennings – vocais
- Richard Henshall – guitarras
- Charlie Griffiths – guitarras
- Diego Tejeida – teclados, design de som
- Connor Green – baixo
- Raymond Hearne – bateria

Pessoal adicional
- Miguel Gorodi – trompetes ("The Good Doctor"), flugelhorn ("Host")
- Pete Jones – programação adicional de bateria ("Puzzle Box")
- Pete Rinaldi – guitarras adicionais ("Veil" e "Host")

Produção e design
- Haken – produção
- Anthony Leung – engenharia de bateria
- Adam "Nolly" Getgood – engenharia de bateria, mixagem, gravação de bateria[12]
- Diego Tejeida – produção vocal e engenharia
- Chris McKenzie – engenheiro assistente vocal
- Sebastian Sendon – assistente de mixagem
- Ermin Hamidovic – masterização
- Blacklake – arte, design
- Corey Meyers – logotipo

## Paradas
| Parada (2018)                         | Maior posição |
| ------------------------------------- | ------------- |
| Áustria (Ö3 Austria Top 40)           | 37            |
| Bélgica (Ultratop Flandres)           | 91            |
| Bélgica (Ultratop Valônia)            | 198           |
| Países Baixos (Dutch Charts)          | 94            |
| Finlândia (Suomen virallinen lista)   | 20            |
| Alemanha (Offizielle Deutsche Charts) | 22            |
| Italian Albums (FIMI)                 | 81            |
| Escócia (Official Scottish Albums)    | 47            |
| Suíça (Schweizer Hitparade)           | 24            |